# Natriumorthovanadaat
Natriumorthovanadaat is een anorganische verbinding van natrium en vanadium, met als brutoformule Na3VO4. De stof komt voor als een toxisch wit poeder, dat matig oplosbaar is in water.

## Toepassingen
Natriumorthovanadaat wordt gebruikt als inhibitor van enzymen (in het bijzonder van proteïne-tyrosinefosfatase, alkalische fosfatase en een aantal ATPases). Tevens wordt het gebruikt in bufferoplossingen, die worden gebruikt in de proteomica en moleculaire biologie.